# تشبريان شاندرو
تشبريان شاندرو (بالرومانية: Ciprian Șandru)‏ مواليد 27 فبراير 1991 في سيغيشوارا، هو لاعب كرة يد روماني. يلعب حاليا مع نادي دينامو بوخارست لكرة اليد. مثل منتخب رومانيا لكرة اليد.